# Николај Карпов
Николај Иванович Карпов (рус. Николай Иванович Карпов; Москва, 8. новембар 1929 − Москва, 7. новембар 2013) био је совјетски и руски хокејаш на леду и хокејашки тренер. Заслужни је тренер Совјетског Савеза од 1981. године. Током играчке каријере играо је на позицијама одбрамбеног играча.
Као члан сениорске репрезентације Совјетског Савеза учествовао је на ЗОИ 1960. у Скво Валију када је совјетски тим освојио бронзану медаљу. 
Током играчке каријере која је трајала пуних 17 година (1951−1968) играо је за престижне совјетске клубове ЦСКА, Динамо и Крила совјетов из Москве, те за петербуршки СКА. У совјетском првенству одиграо је око 340 утакмица и постигао 43 поготка. 
По окончању играчке каријере 17 година је радио као тренер, а највеће успехе остварио је водећи московски Спартак (1968−1977) са којим је освојио две титуле националног првака, те по једно друго и треће место. У сезони 1971/72. радио је и као селектор репрезентације Јапана.